# Bohdaniwka (rejon pawłohradzki)
Bohdaniwka (ukr. Богданівка) – wieś na Ukrainie, w obwodzie dniepropetrowskim, w rejonie dnieprzańskim, siedziba hromady. W 2015 liczyła 5016 mieszkańców.